# Alluaudomyia marmorata
Alluaudomyia marmorata är en tvåvingeart som först beskrevs av Carter, Ingram och John William Scott Macfie 1921.  Alluaudomyia marmorata ingår i släktet Alluaudomyia och familjen svidknott. Inga underarter finns listade i Catalogue of Life.